# Euptychia romana
Euptychia romana är en fjärilsart som beskrevs av Aurivillius 1929. Euptychia romana ingår i släktet Euptychia och familjen praktfjärilar. Inga underarter finns listade i Catalogue of Life.